# 河滨街道 (贵阳市)
河滨街道是中华人民共和国贵州省貴陽市南明区下辖的一个街道办事处。
2012年8月14日，贵阳市人民政府通知决定撤销49个街道办事处，设立90个社区服务中心。
2020年1月10日，贵阳市人民政府通知决定撤销社区服务中心，恢复设立街道办事处。

## 行政区划
河滨街道下辖以下村级行政区划单位：
金地社区、星云社区、文化路社区、省工会社区、瑞金路社区、次南门社区、财贸社区、河滨公园社区。